# Perm (sous-marin)
Pour les articles homonymes, voir Perm (homonymie).
Le Perm est un sous-marin nucléaire d'attaque polyvalent de 4e génération de la Marine russe. C’est le sixième navire du projet 885 (classe Iassen). Il est construit selon le projet modernisé 885M (08851) Iassen-M.
Il est le deuxième sous-marin portant le nom de la ville de Perm, après le B-292 Perm du projet 671RTMK, en service en 2002-2005.

## Histoire
Le sous-marin a été mis sur cale le 29 juillet 2016 au chantier naval de Sevmash,, à la veille de la Journée de la Marine qui a été célébrée le 31 juillet 2016,.
Selon les médias, le sous-marin nucléaire sera remis à la marine russe en 2025. Une source proche du ministère russe de la Défense a déclaré à l’agence TASS que le Perm subira des essais fin 2024 ou début 2025 avant d’entrer en service dans la marine en 2026.
Le sous-marin nucléaire sera le premier conçu dès le départ pour être armé du missile de croisière hypersonique Zircon,,.